# Rue Émile Rotiers
Pour les articles homonymes, voir Rotiers.
La rue Émile Rotiers est une rue bruxelloise de la commune d'Auderghem dans le quartier du Transvaal qui va de l'avenue Jean Van Horenbeeck à l'avenue René Stevens sur une longueur de 320 mètres.

## Historique et description
Auderghem construisit sa troisième école communale dans le quartier du Blankedelle, elle traça en même temps une nouvelle rue autour du complexe. 
La rue ouvrit le 25 septembre 1936, mais elle demeura longtemps sans nom.
À la mort de l'échevin de l’Instruction publique, Émile Rotiers, en 1945, la rue prit son nom.
Cette rue fait partie de la seconde cité-jardin construite à Auderghem dans les années 50 par la société Les Habitations et Logements à Bon Marché (HLBM).
- Premier permis de bâtir délivré aux HLBM le 24 octobre 1949 pour les n° 2 à 22.